# Pandanus arnhemensis
Pandanus arnhemensis är en enhjärtbladig växtart som beskrevs av Harold St.John. Pandanus arnhemensis ingår i släktet Pandanus och familjen Pandanaceae.
Artens utbredningsområde är Northern Territory, Australien. Inga underarter finns listade.